# Anne Karin Elstad

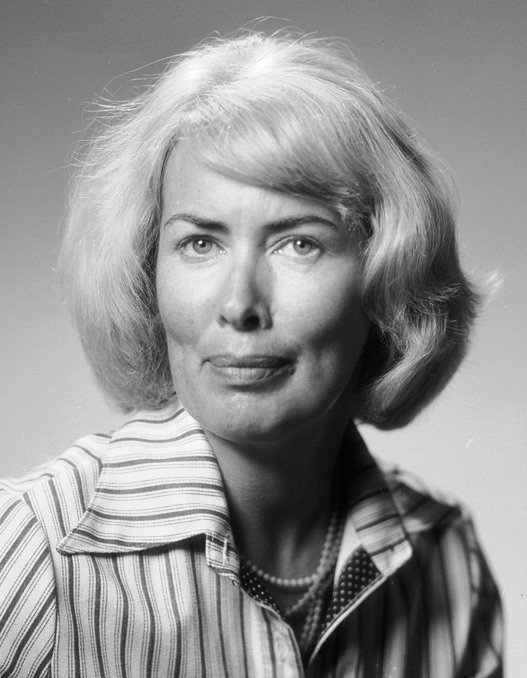
Anne Karin Elstad, 1976

Anne Karin Elstad (* 19. Januar 1938 in Halsa; † 4. April 2012 in Oslo) war eine norwegische Schriftstellerin. Sie gehörte zu den meistgelesenen norwegischen Autoren in der zweiten Hälfte des 20. Jahrhunderts.

## Leben
Elstad kam als Tochter des Landwirts Johans Hestnes (1897–1980) und von Jenny Roaldset (1900–1950) zur Welt. Sie wuchs in der westnorwegischen Region Nordmøre auf. Als sie zwölf Jahre alt war, starb ihre Mutter und sie musste den Haushalt übernehmen. Elstad war von 1955 bis 1956 Schülerin am Romerike folkehøgskole. Von 1959 bis 1963 besuchte sie die Lehrerhochschule in Levanger. Im Anschluss arbeitete sie dort als Lehrerin. Während ihrer Zeit in Levanger heiratete sie einen Lehrer und bekam drei Kinder. Die Ehe wurde 1978 geschieden. Auch eine spätere Ehe endete mit einer Scheidung.
Im Jahr 1976 veröffentlichte Elstad mit Folket på Innhaug ihren Debütroman. Der Roman erhielt im Jahr 1986 den Jubiläumspreis des norwegischen Buchclubs (Den norske Bokklubben). Ihre Tätigkeit als Lehrerin beendete sie im Jahr 1978, als sie in Vollzeit als Schriftstellerin zu arbeiten begann. Aus ihrem Debütroman baute sie bis 1980 zu einer vierteiligen Reihe aus, bestehend aus Folket på Innhaug (1976), Margret (1977), Nytt rotfeste (1979) und Veiene møtes (1980). Die Handlung der Reihe ist im 19. Jahrhundert im dörflichen Norwegen angesiedelt. In den Jahren 1982 und 1983 folgten mit Senere, Lena und Sitt eget liv zwei Romane, die den Emanzipationkampf der Frauen in den 1950er- bis 1970er-Jahren darstellten. Für den Roman Senere, Lena, in der sich die Hauptfigur Lena aus einer traditionellen Ehe löst, erhielt Elstad im Jahr 1982 den Bokhandlerprisen. In den Jahren 1983 bis 1987 gehörte sie dem Vorstand des Schriftstellerverbands Den norske Forfatterforening an.
Das 1985 herausgegebene Werk For dagene er onde war kommerziell weniger erfolgreich, wurde aber im Jahr 1991 verfilmt. Maria, Maria, ein Buch, das Elstad 1988 veröffentlichte, führte hingegen lange die Liste der meistverkauften belletristischen Werke in Norwegen an. In diesem Buch verarbeitete sie Erfahrungen aus ihren eigenen Schlaganfall und stellte einen Zusammenhang zwischen Estrogenbehandlungen und Schlaganfällen her. Die Veröffentlichung hatte eine Debatte über Hormonbehandlungen in der norwegischen Gesellschaft zur Folge und Elstad hielt des Öfteren Vorträge zu diesem Thema. Ab 1993 veröffentlichte Elstad die historische Buchreihe Julie, zu der die Bücher Julie (1993), Som dine dager er (1995), Lenker (1998) und Fri (2000) gehören. Das im Jahr 2006 herausgegebene Buch Hjem ist eine Autobiografie. Für das Buch wurde sie im Jahr 2007 mit dem Literaturpreis Den norske leserprisen für das Jahr 2006 ausgezeichnet.
Elstad starb im April 2012 im Alter von 74 Jahren.

## Werk
Elstads Werke wurden in andere skandinavische Sprachen sowie ins Deutsche, Ungarische und Lettische übersetzt. Ihre Werke verfasste sie in einer dialektal geprägten Sprache. Die meisten ihrer Bücher behandeln verschiedene Aspekte des selbstständigen Lebens und des Emanzipationskampfes von Frauen. Des Öfteren stehen auch Mutter-Tochter-Beziehungen im Zentrum ihrer Geschichten.

## Auszeichnungen
- 1982: Bokhandlerprisen für Senere, Lena
- 1985: Mad Wiel Nygaards legat
- 1986: Bokklubbens jubileumspris für Folket på Innhaug
- 1998: Kulturpreis der Kommune Halsa
- 2003: Den norske leserprisen für Odel[5]
- 2007: Den norske leserprisen für Hjem

## Bibliografie
- 1976: Folket på Innhaug
- 1977: Magret
- 1979: Nytt rotfeste
- 1980: Veiene møtes
- 1982: Senere, Lena
- 1983: Sitt eget liv
- 1985: For dagene er onde
- 1988: Maria, Maria
- 1989: Eg helsar deg, Nordmøre
- 1993: Julie
- 1995: Som dine dager er
- 1998: Lenker
- 2000: Fri
- 2003: Odel
- 2006: Hjem
- 2008: Et juleeventyr